# Циклопропанкарбоновая кислота
Циклопропанкарбоновая кислота —  алифатическая моноциклическая карбоновая кислота с молекулярной формулой C4H6O2. Прозрачная жидкость от бесцветного до бледно-желтого цвета с неприятным запахом. Служит исходным соединением в синтезе фармацевтических препаратов, пестицидов и ароматизаторов.

## Получение
Циклопропанкарбоновую кислоту синтезируют с помощью реакции полного гидролиза циклопропанкарбонитрила, катализируемой серной кислотой и протекающей с образованием промежуточного карбоксамида или проводимой биохимически при участии бактериальных штамов  Rhodococcus с выходами  74—79% и 90%, соответственно.
Препаративно удобным методом получения циклопропанкарбоновой кислоты является галоформная реакция метилциклопропилкетона со свежеприготовленным раствором гипобромита натрия  при 0—10°С.  Циклопропанкарбоновая кислота может быть также получена путем декарбоксилирования циклопропан-1,1-дикарбоновой кислоты при 210°С  и в результате окисления на воздухе циклопропанкарбальдегида (выход 92%).

## Применение
Циклопропанкарбоновая кислота является реагентом в  синтезе физиологически активных соединений, применяемых в  фармацевтике и сельском хозяйстве (инсектициды циперметринового ряда), а также выступает прекурсором для различных органических соединений, содержащих трех- и четырёхчленные карбоциклы, например,циклопропилметилкетон, бромциклопропан и циклопропилкарбинол, которые  далее могут быть превращены в циклобутанол и циклобутен.